# Lasius coloratus
Lasius coloratus är en myrart som beskrevs av Santschi 1937. Lasius coloratus ingår i släktet Lasius och familjen myror. Inga underarter finns listade i Catalogue of Life.